# 比利亚雷霍德蒙塔尔万
比利亚雷霍德蒙塔尔万，是西班牙卡斯蒂利亚-拉曼恰托莱多省的一个市镇。总面积65平方公里，总人口89人（2001年），人口密度1人/平方公里。